# Clytomorpha psilozona
Clytomorpha psilozona är en fjärilsart som beskrevs av Turner 1932. Clytomorpha psilozona ingår i släktet Clytomorpha och familjen nattflyn. Inga underarter finns listade i Catalogue of Life.